# Conus geographus
Conus geographus е вид коремоного от разред Neogastropoda, семейство Conidae.
Среща се в Червено море, Индийски океан, брегите на Мавриций, Мадагаскар, Мозамбик, Танзания. Черупка има 43–166 mm. Тя е с кремообразен цвят, с оранжеви или червено-кафяви точки или нередовни точки.